# Country-Musik 1936
Die Liste bietet eine Übersicht über das Jahr 1936 im Genre Country-Musik.

## Top-Hits des Jahres
- The Great-Spreckled Bird - Roy Acuff
- Steel Guitar Rag - Bob Wills and his Texas Playboys
- Get Her By The Tail On A Downhill Grade - Cliff Carlisle
- The Nasty Swing - Cliff Carlisle
- What Would You Give In Exchange For Your Soul? - The Monroe Brothers

## Geboren
- 23. Januar – Marvin Jackson († 2022)
- 09. März – Mickey Gilley († 2022)
- 21. März – Stan Hitchcock († 2023)
- 23. April – Roy Orbison († 1988)
- 22. April – Glen Campbell († 2017)
- 25. Mai – Tom T. Hall († 2021)
- 05. Juni – Eddie Wilson
- 22. Juni – Kris Kristofferson († 2024)
- 07. September – Buddy Holly († 1959)
- 21. September – Dickey Lee
- 26. Oktober – Al Casey († 2006)
- 05. November – Billy Sherrill († 2015)

## Gestorben
- 6. Juni – Posey Rorer